# Lo Fuster de l'Oliva
Lo Fuster de l'Oliva és una obra d'Artesa de Segre (Noguera) inclosa a l'Inventari del Patrimoni Arquitectònic de Catalunya.

## Descripció
Es tracta d'un conjunt d'edificis agrícoles amb casa pairal, magatzems, coberts annexes i capelles particulars situades al mig del camp. Formava part d'un dels grups constructius que es trobaven escampats per tota aquesta zona de serrats i turons. La capella és de planta rectangular amb edificis afegits i adossats. La porta té la llinda formada per un arc rebaixat amb dovelles de pedra, a sobre un rosetó rodó de dos carreus i una petita espadanya també de pedra.